# 磷的硫化物

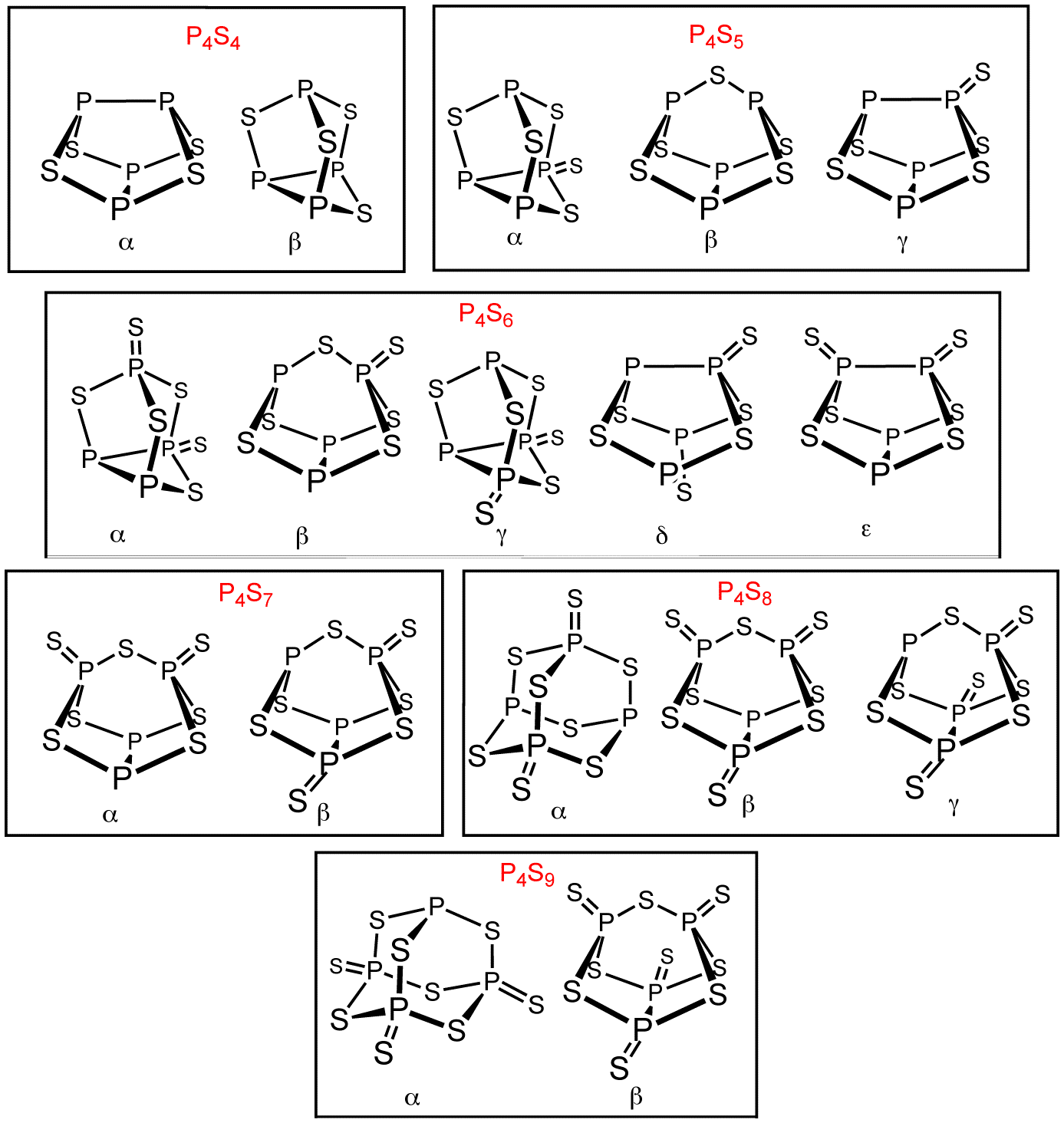
所有磷的硫化物的异构体

磷的硫化物是一类无机化合物，只由磷和硫组成，通式为 P4Sx（x ≤ 10）。其中两种磷的硫化物具有商业意义：十硫化四磷（P4S10）的产量达到千吨规模，用于生产有机硫化合物；而三硫化四磷 (P4S3)可用于制造火柴。
除了P4S3和P4S10以外，磷还存在多种硫化物，其中六种有异构体：P4S4、P4S5、P4S6、P4S7、P4S8、 P4S9。它们的异构体以希腊字母前缀区别。这些前缀是以发现顺序排列的，而不是结构。所有已知的磷的硫化物分子的四个磷原子都为四面体型排列（类似白磷）。P4S2也存在，不过在−30 °C以上时不稳定。

## 制备
磷的硫化物的主要制备方法是加热磷和硫的混合物。产物可以由 31P 核磁共振波谱法分析。更具选择性的合成需要用三苯基膦脱硫，或是用硫化三苯基胂硫化。

### P4S3
三硫化四磷可以由红磷和硫在 450 K以上反应，然后用二硫化碳和苯小心地重结晶。另一种制备方法是将白磷和硫在惰性、不易燃的溶剂里反应而成。

### P4S4
α型和β型的 P4S4可以由 P4S3I2的对应异构体和((CH3)3Sn)2S反应而成：
反应前体 P4S3I2则可以由化学计量的磷、硫和碘反应而成。

### P4S5
P4S5可以由化学计量的 P4S3和硫的二硫化碳溶液在光照和催化量的碘下反应而成。产物可以通过使用磷-31核磁共振波谱法分析。
α-P4S5可以通过P4S10和红磷的光化学反应而成。P4S5对热不稳定，会在熔化之前歧化成P4S3和P4S7。

### P4S6
P4S6可以由 P4S7被三苯基膦夺走一个硫原子而成：
P4S7 + Ph3P → P4S6 + Ph3PS
α-P4S5和溶于二硫化碳的Ph3AsS 反应，也可以得到 α-P4S6。两种新的六硫化四磷异构体δ-P4S6和ε-P4S6可以由 α-P4S4和溶于二硫化碳的Ph3SbS 反应而成。

### P4S7
P4S7可以由磷和硫直接反应而成，是最容易提纯的磷的硫化物之一。
4 P  +  7 S   →    P4S7

### P4S8
β-P4S8可以由 α-P4S7和溶于二硫化碳的Ph3AsS反应而成，会产生α-P4S7和β-P4S8的混合物。

### P4S9
P4S9的制备有两种方法。一种方法是 P4S3和过量的硫加热反应而成。
另一种方法则是以1:2的比例混合P4S7和P4S10，会产生P4S9。这个反应为可逆反应：
P4S7  +  2 P4S10   ⇌   3 P4S9

### P4S10
P4S10是最稳定的磷的硫化物之一。它可以通过在真空管中，将白磷和硫加热到570 K以上而成。
P4 + 10 S → P4S10